# Государственные парки Литвы
Госуда́рственные па́рки Литвы́ — особо управляемые государством территории, в которых обеспечивается охрана ландшафтов и ценностей культурного наследия в Литве.
В современной Литве насчитывается 35 национальных парков охраны природы и культуры. В их цели входят сохранение природного и культурного наследия страны, ландшафтного и биологического разнообразия, создание условий для доступа к ним, развитие рекреационной деятельности, в частности, познавательного и сельского туризма. Порядок учреждения национальных парков и определения их границ установлен Законом об охраняемых территориях (1993 год, поправки 2001 года).

## Национальные парки
| # | Название парка                            | Площадь, га | Год основания |
| - | ----------------------------------------- | ----------- | ------------- |
| 1 | Аукштайтский национальный парк            | 41 813      | 1974          |
| 2 | Дзукийский национальный парк              | 58 519      | 1991          |
| 3 | Национальный парк Куршской косы           | 26 474      | 1991          |
| 4 | Тракайский исторический национальный парк | 8200        | 1991          |
| 5 | Жемайтийский национальный парк            | 21 720      | 1991          |

## Региональные парки
Все литовские региональные парки были учреждены в 1992 году.
| Название парка                                | Площадь, км² |
| Аникщяйский региональный парк                 | 162,69       |
| Асвяйский региональный парк                   | 115,89       |
| Аукштадварисский региональный парк            | 153,50       |
| Биржайский региональный парк                  | 146,59       |
| Девянишкесский исторический региональный парк | 87,47        |
| Дубисский региональный парк                   | 105,71       |
| Региональный парк "Гражутес"                  | 297          |
| Региональный парк Каунасского моря            | 102,21       |
| Крякянавский региональный парк                | 119,68       |
| Куртувенайский региональный парк              | 150,9        |
| Лабанорасский региональный парк               | 553,44       |
| Мятяляйский региональный парк                 | 177,29       |
| Региональный парк дельты Немана               | 288,7        |
| Региональный парк неманских петель            | 251,71       |
| Нярисский региональный парк                   | 105,88       |
| Паграмантисский региональный парк             | 136,44       |
| Приморский региональный парк                  | 50,7         |
| Принеманский региональный парк                | 115,63       |
| Привильнюсский региональный парк              | 21,53        |
| Рамбинасский региональный парк                | 47,86        |
| Салантайский региональный парк                | 136,3        |
| Сартайский региональный парк                  | 125,47       |
| Сирветайский региональный парк                | 87,35        |
| Титувенайский региональный парк               | 101,52       |
| Варняйский региональный парк                  | 338          |
| Вейсеяйский региональный парк                 | 122          |
| Вянтайский региональный парк                  | 106,3        |
| Вяркяйский региональный парк                  | 26,73        |
| Виштитисский региональный парк                | 108,33       |
| Жагаресский региональный парк                 | 47,84        |

## Внешние ссылки
- Lietuvos nacionaliniai parkai (недоступная ссылка)